# Róbert Bérczesi
Róbert Bérczesi (Gyula, 12 settembre 1976) è un cantautore ungherese, noto per la band Hiperkarma.

## Discografia
BlaBla
- Izék (demo) (1996)
- Kétségbeejtően átlagos (1998)

Hiperkarma
- hiperkarma (2000)
- amondó (2003)
- konyharegény (2014)

Én meg az ének (solista)
- Én meg az ének: Emléxel? (2011)

Biorobot
- BioRoBoT (2013)